# Arctowski Peak
Der Arctowski Peak ist ein etwas isolierter und 1410 m hoher Berg an der Lassiter-Küste des Palmerlands im Süden der der Antarktischen Halbinsel. Er ragt 13 km westsüdwestlich des Kopfendes des Howkins Inlet auf.
Aus der Luft entdeckt und fotografiert wurde er im Dezember 1940 von Teilnehmern der United States Antarctic Service Expedition (1939–1941). Weitere Luftaufnahmen entstanden 1947 bei der US-amerikanischen Ronne Antarctic Research Expedition (1947–1948), die in Zusammenarbeit mit dem Falkland Islands Dependencies Survey (FIDS) im selben Jahr auch eine Vermessung vor Ort vornahm. Der FIDS benannte den Berg nach dem polnischen Meteorologen Henryk Arctowski (1871–1958), Teilnehmer der Belgica-Expedition (1897–1899) unter der Leitung des belgischen Polarforschers Adrien de Gerlache de Gomery.